# Agallas

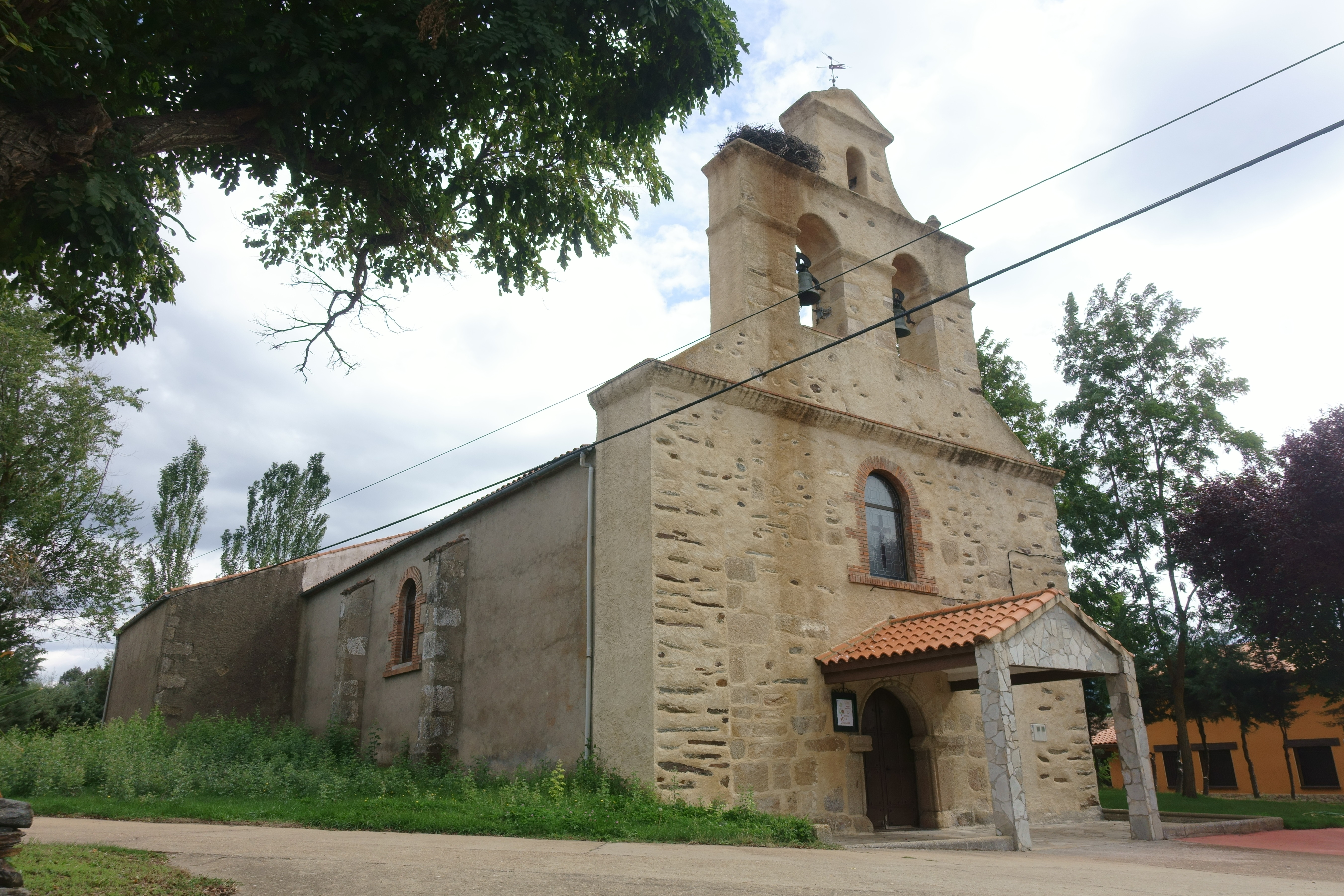
Iglesia de San Pedro Apóstol

Agallas ist eine nordspanische Gemeinde (municipio) in der Provinz Salamanca in der Autonomen Gemeinschaft Kastilien-León. In der zweiten Hälfte des 20. Jahrhunderts hat sie einen starken Bevölkerungsrückgang erlebt. Nachdem im Jahr 1950 noch fast 1.000 Einwohner in ihr lebten, hatte sie im Jahr 2024 nur noch 132 Einwohner.

## Bevölkerungsentwicklung
| Jahr      | 1900 | 1950 | 1960 | 1970 | 1981 | 1990 | 2000 | 2013 | 2018 |
| Einwohner | 771  | 998  | 832  | 511  | 336  | 255  | 185  | 151  | 146  |